# Christophe Galati
Christophe Galati, né le 26 mai 1994, est un développeur et concepteur de jeux vidéo français.

## Parcours
Christophe Galati naît le 26 mai 1994, il grandit à Valence et commence à apprendre à développer des jeux vidéo à l'âge de 12 ans sur le logiciel RPG Maker. Il grandit dans un contexte familial compliqué où il est victime d'abus sexuels et viols à caractère incestueux. Il considère que le jeu vidéo lui a sauvé la vie en lui donnant un objectif auquel s'accrocher, celui de créer des jeux pour aider les gens. Il fait ensuite ses études au sein d'Isart Digital.
En parallèle de ses études et de son travail chez Persistant Studios, il développe le jeu Save Me Mr Tako, hommage aux jeux Game Boy. Après avoir été primé au Tokyo Game Show en 2016, il quitte Paris et se lance en indépendant. Le jeu sortira en 2018,.
Il décroche ensuite une résidence d'artiste à la Villa Kujoyama à Kyoto où il travaille sur un nouveau projet, le jeu vidéo de rôle Tako no Himitsu: Ocean of Secrets,. En 2023, Christophe Galati fonde le studio Deneos qui se charge de finaliser le projet.
En 2024, il gagne son procès à la cour d'assises de Valence contre son agresseur. Il développe le jeu Wednesdays avec Pierre Corbinais pour sensibiliser au sujet des violences sexuelles intrafamiliales.

## Thèmes
Les jeux de Christophe Galati s'inscrivent dans une démarche d'hommage aux ères classiques du jeu vidéo[source détournée] et sont influencés par les jeux de rôle japonais et la culture queer. 

## Ludographie
- 2018 : Save Me Mr Tako
- 2021 : Save Me Mr Tako: Definitive Edition
- 2025 : Wednesdays (développement et écriture additionnelle), édité par Arte[12]
- TBA : Tako no Himitsu: Ocean of Secrets